# 小行星1289
小行星1289（1289 Kutaissi）是一颗围绕太阳公转的小行星。1933年8月19日，格利果利·N·諾伊明在克里米亚发现了此天体。
該小行星以喬治亞的城市庫塔伊西命名。
这颗小行星的绝对星等为118.1764750365209等。